# Kreuzingerova lidová knihovna
Kreuzingerova lidová knihovna je památkově chráněná budova v Chebu. V současné době (2025) slouží městské knihovně v Chebu. Byla zbudována v letech 1907 až 1911 a její výstavbu financovala Kreuzingerova nadace. Vznikla podle návrhu německého architekta Maxe Loose z Losimfeldu a postavil ji chebský stavitel Franz Kraus. Jedná se o stavbu v secesním stylu s neobarokními prvky. Severní průčelí budovy je hrázděné. V průčelí do ulice Obrněné brigády se na fasádě nachází rozsáhlý reliéf. Je pojmenována podle iniciátora a donátor stavby, spolumajitele chebských Fischerových strojíren, Ing. Dominika Kreuzingera.